# Lockheed Martin X-44 MANTA
Lockheed Martin X-44 MANTA (Multi-Axis No-Tail Aircraft) – niezrealizowany projekt amerykańskiego samolotu bojowego, konstrukcyjnie bazującego na maszynie Lockheed F-22 Raptor.

## Historia
Pod koniec lat 90. XX wieku United States Air Force szukały możliwości modernizacji swoich wykonanych w technologii stealth myśliwców przewagi powietrznej F-22 Raptor. Jedna z zaproponowanych przez koncern Lockheed Martin koncepcji zakładała budowę maszyny pozbawionej pionowych i poziomych powierzchni sterowych. Sterowanie samolotem odbywało by się jedynie za pomocą zmiany wektora ciągu, którego kluczowym elementem miały być nowe, określane jako trójwymiarowe dysze wylotowe. W porównaniu do bazowego F-22, X-44 miały posiadać większe skrzydła, umożliwiające zabranie większej ilości paliwa lub uzbrojenia oraz mocniejsze silniki Pratt & Whitney F135. Wstępnie siły powietrzne wyraziły zainteresowanie budową dwóch prototypów, jednak wstrzymanie finansowania projektu w 2000 roku zakończyło cały program.